# Schlosspark Bellevue
Der Schlosspark Bellevue ist eine große Grünanlage in Berlin-Mitte, an deren östlichem Rand das Schloss Bellevue steht. Ursprünglich Ende des 18. Jahrhunderts entstanden, erfuhr die Parkanlage mehrfache Umgestaltungen und Verkleinerungen. Der Park ist seit den 2000er Jahren ein Gartendenkmal.

## Geschichte

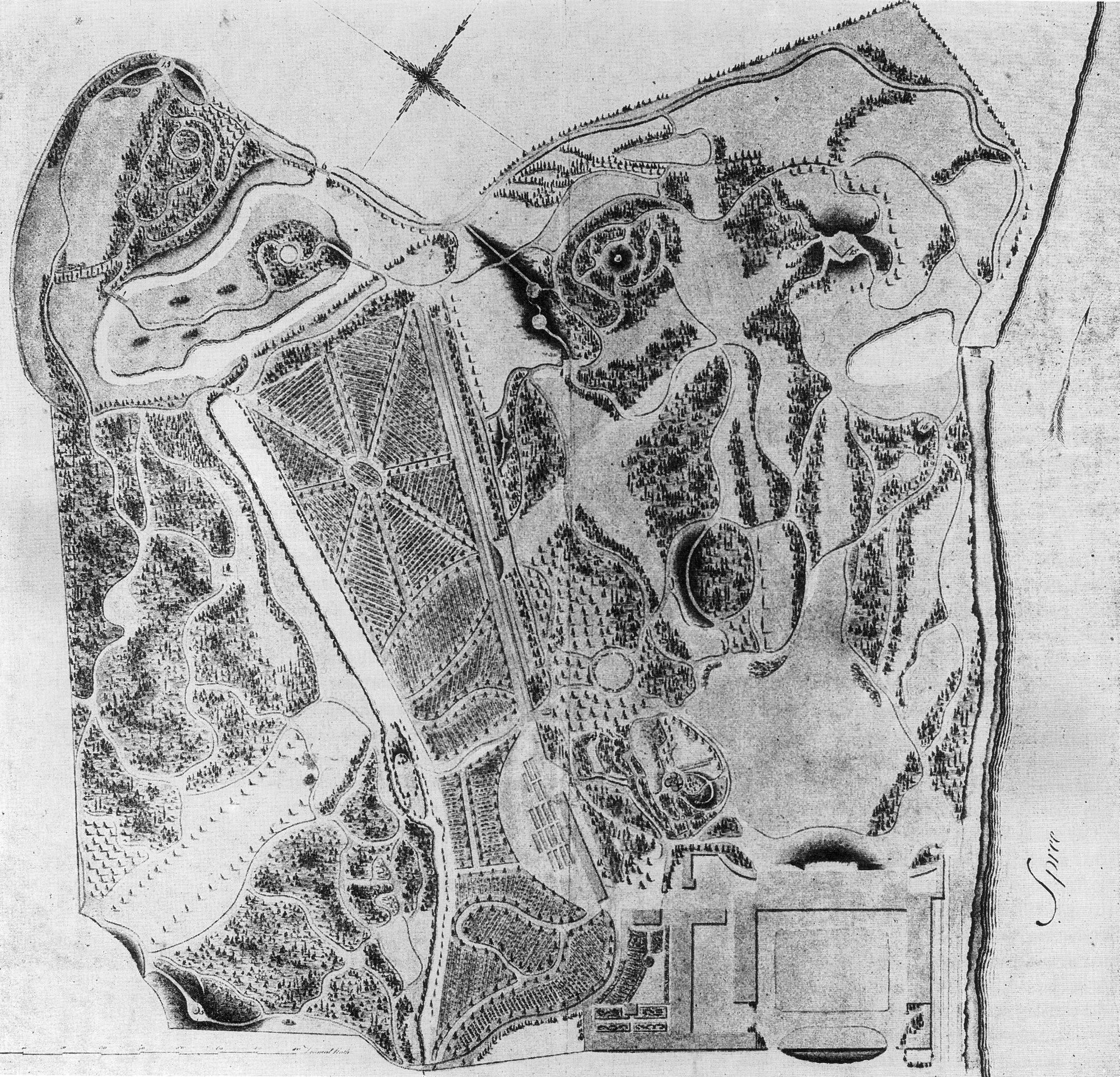
Parkskizze von 1795

Der Schlosspark, zwischen 1784 und 1806 angelegt, gilt als einer der frühesten landschaftlichen Gärten Preußens. Der Hofgärtner Weil soll ihn im Auftrag des Prinzen Ferdinand von Preußen als Privatgarten geplant und die Gartenarbeiten geleitet haben. Weitere Arbeiten erfolgten im 19. Jahrhundert durch den Gärtner August Brasch.
Eine andere Quelle datiert die Gründung auf das Jahr 1746 und nennt Georg Wenzeslaus von Knobelsdorff als Gründer.
Gewächshäuser, ein Eiskeller und mehrere kleinere Wirtschaftsgebäude gehörten zur Parkanlage, in welchem neben Schmuckpflanzen auch ein Küchengarten vorhanden war. Als reine Erholungsmöglichkeit der Schlossbewohner dienten gestaltete Parkwege, Bachläufe und kleine Teiche mit Zierbrücken und zahlreich im Park aufgestellte Denkmale.
Im Jahr 1844 öffnete das Königshaus den Park für die Öffentlichkeit.
Folgende Gebäude/Bauwerke befanden sich im 19. Jahrhundert im Park:
ein 1785 erbautes Aha (eine im Gelände kaum sichtbare versenkte Begrenzungsmauer); Otahitisches Kabinett (1795); gotisches Haus; ein chinesischer schirmähnlicher offener Pavillon, wegen seiner Form Parasol genannt; Schweizer Hütte; Ländliches Haus, eine Meierei (von Friedrich Gilly entworfen). Zusätzlich bildeten zwei künstliche Inseln Blickpunkte für die Parkbesucher.
Stärkere Eingriffe in den Park erfolgten im letzten Drittel des 19. Jahrhunderts (1880 bis 1890), als der Uferweg an der Spree freigestellt wurde und größere Flächen für eine Bebauung an die Stadt Berlin verkauft wurden. Zunächst wurden hier Wohnhäuser im Gründerzeitstil errichtet, die verbliebene Parkfläche musste neu gestaltet werden. So erhielt das Wegenetz eine einfachere Führung, die meisten vorherigen Gewässer wurden zugeschüttet und die Brücken damit beseitigt. Die Umgestaltungen erfolgten durch Ferdinand Jühlke.

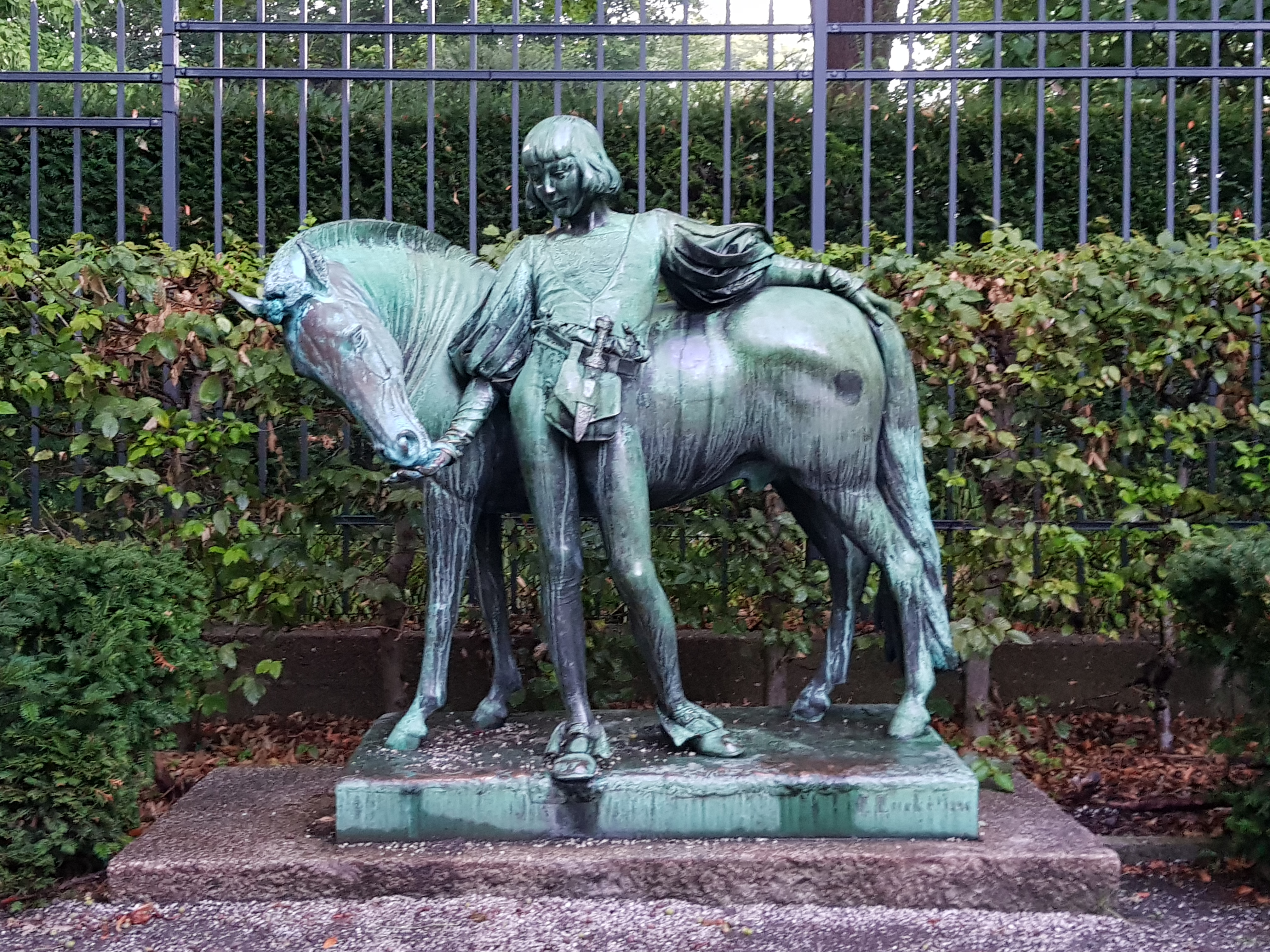
Skulptur Pony und Knappe im Fuchsiengarten des Schlossparks

Im Jahr 1896 gesellte sich eine Bronzeskulptur Pony und Knappe zu den Schmuckstücken im Park hinzu. Sie wurde von Erdmann Encke geschaffen.
Im Jahr 1905 nennt eine zeitgenössische Tageszeitung folgende Denkmale im Schlosspark: ein Gedenkstein erinnert an die Tat des Prinzen August in der Schlacht bei Kulm am 30. August 1813 in der Folge der Napoleonischen Befreiungskriege, eine Büste für Prinz Heinrich, die auf einem Marmorsockel stand und die Umschrift trug: Frédéric Henri, Prince du Prusse, né le 18 janvier 1726, mort le 3 août 1802. Il a t  out fait pour l’état. (dt.: „Friedrich Heinrich, Prinz von Preußen, geboren am 18. Januar 1726, gestorben am 3. August 1802. Er hat alles für den Staat getan.“), in der Nähe eine 1864 eingeweihte und bei Hermann Gladenbeck gegossene Bronzebüste für den Prinzen August, eine weitere Büste für einen Prinzen (dessen Name bereits 1905 nicht mehr lesbar war) sowie zwei Gedenksteine – ein größerer dreiseitiger Marmorblock im klassizistischen Stil erinnert an die goldene Hochzeit des Prinzen Louis Ferdinand von Preußen mit der Prinzessin Luise im Jahr 1805, – der andere Stein im Zugangsbereich zum Schloss trug die Widmung „Au Souvenir“ (Zum Andenken) und ehrte die Prinzessinnen und Prinzen, die früh gestorben sind, ihre Namen waren auf dem Stein eingeschlagen: Friedrika Dorothea Sophia, Prinzessin von Preußen und Herzogin von Württemberg (1736–1798); Philippina Augusta Amalia, Prinzessin von Preußen und Landgräfin von Hessen-Kassel (1744–1780); Friederika, Prinzessin von Preußen (1761–1773); Friedrich, Prinz von Preußen (1769–1773); Paul, Prinz von Preußen (November 1776–Dezember 1776); Helena Radziwill (Februar 1803–Oktober 1803).
Als der Große Stern 1939 ausgebaut wurde, fielen im Südbereich wieder Flächen des Schlossparks weg. So wurde die Parkfläche weiter verkleinert.
Nach dem Zweiten Weltkrieg waren die alten Wohnhäuser nordwestlich am Parkrand zerstört und die Ruinen wurden beseitigt. Außerdem parzellierte die Stadtverwaltung den Schlossgarten und verpachtete Teile an Kleingärtner zur Selbstversorgung mit Lebensmitteln. Ab 1951 wurden die Kleingärten aufgehoben und der Park wurde neu gestaltet. Diesen Auftrag führte die Firma Gartenkultur Maurer und Besserer in den Jahren von 1951 bis 1960 aus. Die Anpassungsarbeiten führten unter anderem zur Neuanlage von Sondergärten (wie einem Rosengarten, einem Casinogarten, Immergrüner Garten, ein Englischer Garten), erhaltenswerter Baumbestand wurde aufgefrischt, alte Wirtschaftsgebäude wurden restauriert, Denkmale und die Sichtachsen freigelegt.
Auf den Flächen der ehemaligen Wohngebäude an der Bartningallee entstanden Punkthochhäuser; schließlich wurde die Akademie der Künste neu errichtet. Zur Abgrenzung zwischen Park und Bauwerken wurden Hecken und Gebüschstreifen gepflanzt.
Nach der deutschen Wiedervereinigung wurde Schloss Bellevue zum Repräsentationssitz des Bundespräsidenten. Das Aha aus dem 18./19. Jahrhundert im Südbereich des Parks wurde renoviert. Ein zusätzlich ausgehobener schmaler Graben um das Schloss soll vor Eindringlingen schützen, der auch Aha-Graben heißt.
Zur Unterbringung des Bundespräsidialamtes in der Nähe des Sitzes des Bundespräsidenten wurde im südlichen Bereich des Schlossparks zwischen 1996 und 1998 ein Neubau im alten Baumbestand errichtet. Der vierstöckige Bau mit elliptischem Grundriss mit schwarzer Granitverkleidung entstand nach Plänen der Architekten Martin Gruber und Helmut Kleine-Kraneburg.
Der Bund beauftragte im Jahr 1996 das Büro BW & P Landschaftsarchitekten mit dem freien Landschaftsarchitekten Horst Wagenfeld mit der Ausarbeitung einer Konzeption, die die zukünftige Entwicklung des Bellevueparks ebenso berücksichtigt wie die stetigen Pflegearbeiten für den Park. Die Konzeption wurde im Jahr 1999 vom Auftraggeber angenommen und seitdem schrittweise realisiert.

## Beschreibung
Eine große zentrale Rasenfläche in Schlossnähe wird von einer Taxushecke und Einzelexemplaren in Kugelform eingefasst. Ein Seerosen-Teich in Nierenform wurde 1959 am Ende des flach abfallenden Geländes eingefügt. Von den ursprünglichen strahlenförmigen Sichtachsen im hinteren Parkbereich sind drei erhalten bzw. wieder hergestellt, eine führt auf den Eiskellerhügel von 1789, die zweite eröffnet die Sicht auf einige Skulpturen wie die Galathea, die Kopie eines Geschenks von Friedrich II. an seinen jüngeren Bruder, ausgeführt vom Bildhauer Harald Haacke 1964. Der oben dargestellte Hochzeitsgedenkstein aus der Werkstatt von Johann Gottfried Schadow ist erhalten. Die Skulptur Knabe mit Pony ist ebenfalls erhalten, sie wurde im Jahr 1958 im Fuchsiengarten platziert.

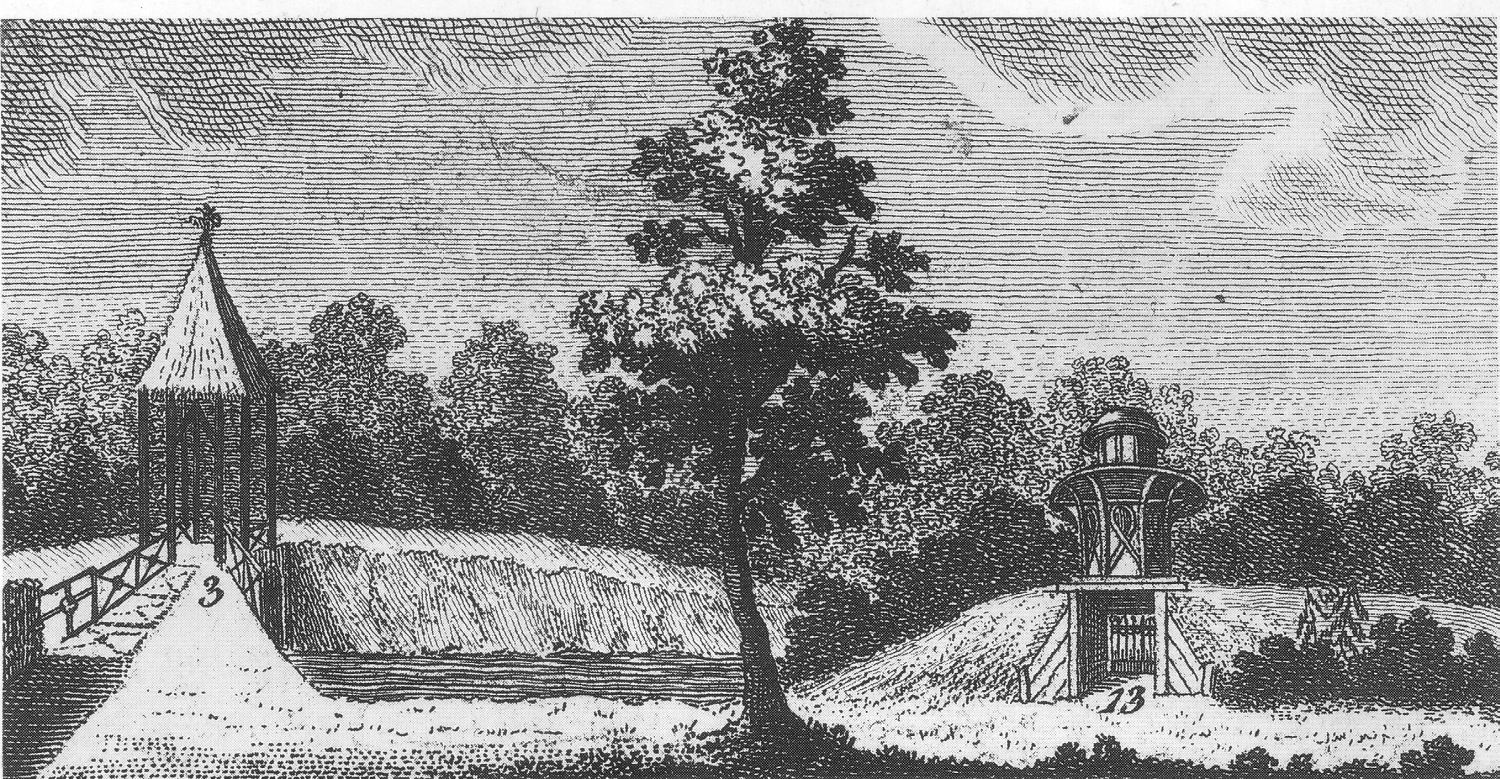
Otahitischer Pavillon (rechts, Nr. 13), links eine Brücke im Park

Nicht mehr erhaltene Bauten im Schlosspark Bellevue sind unter anderem eine 1824 errichtete Orangerie, der Otahitische Pavillon und ein 1825 nach Entwurf von Karl Friedrich Schinkel erbauter Gartensalon.
Ab den 1970er Jahren erhielten im Schlosspark weitere Bildwerke Aufstellung: die Große Flora Nr. 2 (1970/1991, Fritz Koenig), eine Stahlplastik-Säule mit einem Aufsatz in abstrakten floralen und vegetabilen Formen und ein Großer Turm (Edelstahlplastik auf dreieckigem Grundriss), eine zweiteilige Skulptur Zwei sich wandelnde Vasen (1973, Ulrich Beier) Schließlich ließ die Bundesregierung zur Wende zum 21. Jahrhundert zwei Büstendenkmale vom Bildhauer Burghard Klöter anfertigen und im Park aufstellen: für Prinz August Ferdinand und Prinzessin Anna Elisabeth Luise.
Am nordwestlichen Teichufer vereinen sich zwei Rundwege, die den historischen Parkraum mit seinem strukturbestimmenden Altbaumbestand und den naturnahen Bereichen im Nordwesten und Westen erschließen und an den beiden Eiskellern vorbeiführen. Der Präsidentengarten vor dem Südflügel des Schlosses, den Besserer ebenfalls um 1955 ganz neu anlegen ließ, wurde behutsam erneuert, er besteht aus einer abgewinkelten Pergola, mehreren reich gegliederten regelmäßig geformten Wasserbecken, umgeben von lockeren Staudenpflanzungen.

## Nutzungen
Im Sommer 1922 fand im Schlosspark Bellevue die Große Jubiläumsausstellung für Gartenbau und Blumenkunst statt.
Im 21. Jahrhundert dienen die offenen Wiesenflächen des Parks zur Durchführung von Bürgerfesten des Bundespräsidenten und auch für die jährlich veranstaltete Woche der Umwelt. Im westlichen Bereich wurde ein Kinderspielplatz eingerichtet.